# Tiurana
Tiurana är en kommun i Spanien.   Den ligger i provinsen Província de Lleida och regionen Katalonien, i den östra delen av landet, 400 km öster om huvudstaden Madrid. Arean är 15,9 kvadratkilometer. Tiurana gränsar till La Baronia de Rialb, Bassella, Vilanova de l'Aguda, Oliola och Ponts. 
Terrängen i Tiurana är kuperad åt nordväst, men åt sydost är den platt.